# Centro Agustín Ferreiro

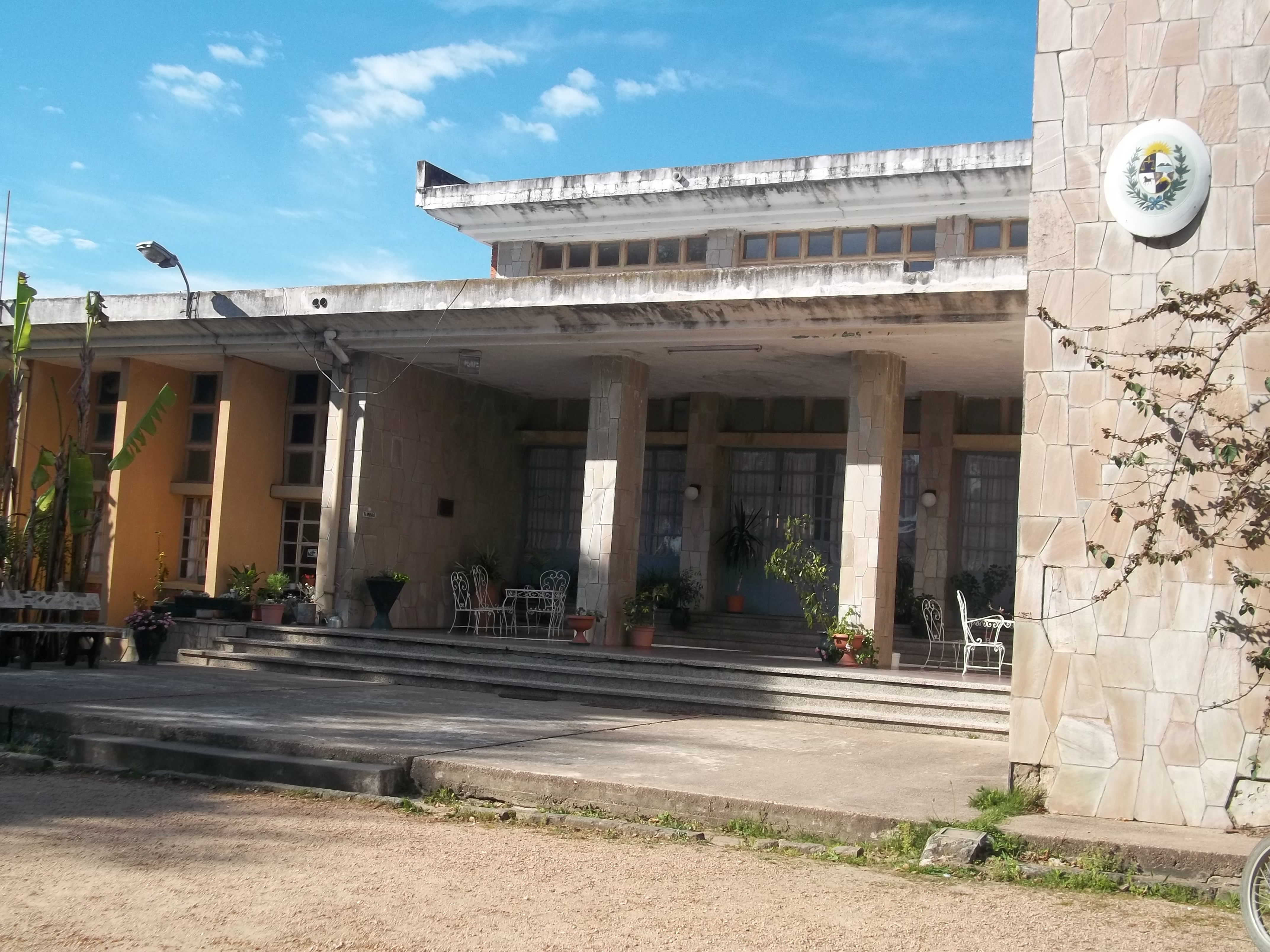
Entrada principal al edificio

El Centro Agustín Ferreiro es un centro educativo nacional ubicado en el departamento de Canelones, Uruguay. Está localizado en la ruta 7 km 40, en el paraje denominado Cruz de los Caminos.
Depende del Departamento de Educación para el Medio Rural del  Consejo de Educación Inicial y Primaria
Aunque fue creado para la  formación de maestros rurales, se realizan también cursos de capacitación y perfeccionamiento de docentes de diferentes ámbitos de la educación pública.
Los Cursos de Formación Permanente para Maestros Rurales reciben docentes de todo el país con frecuencia  de seis ediciones anuales.

## Evolución
Comenzó a funcionar en la década del cincuenta, compartiendo el edificio con la escuela N.º 137. Primero recibió el nombre de CENACMAR, y posteriormente se denominó CAF, en honor al pedagogo Agustín Ferreiro.

## Actividades
Se realizan investigaciones sobre la Educación Rural, destacándose el Seminario Internacional de Investigación sobre Educación Rural en el mes de octubre y el Coloquio de Educación Rural en el mes de diciembre.
Concurren estudiantes de cuarto año de magisterio de los Institutos de Formación Docente, realizando pasantías y participando de jornadas de Sensibilización sobre Educación rural.
Existen a partir  de  2012 y 2013, instancias presenciales para maestros rurales del Curso de Perfeccionamiento sobre Educación Rural.
A partir de 2011, se incluye también la Tecnicatura en Producción Agropecuaria Familiar, organizada por el Consejo de Educación Técnico Profesional. Es una oferta educativa de nivel terciario para abordar integralmente las  propuestas planteadas por los productores familiares y sus organizaciones.   Se cursa en cuatro semestres con una pasantía y la elaboración de un proyecto final.

## Actividades puntuales
En 2012, el CAF fue el centro de referencia del Espacio de Formación Integral “Cruz de los caminos”  con el propósito de identificar y problematizar  las potencialidades de la Escuela Rural como un posible Observatorio Socio-Ambiental trabajando en forma interdisciplinar, interinstitucional y comunitaria docentes de la Unidad de Extensión de la Facultad de Ciencias, los Departamentos de Salud Ocupacional y de Medicina Preventiva de Facultad de Medicina, Centro Regional Sur-Facultad de Agronomía, Programa Flor de Ceibo, Servicio Central de Extensión y Actividades en el Medio (SCEAM  y maestras de las el agrupamiento rural “El Zorzal” formado por las escuelas rurales N.º 209, 23, 158 y 86 de  Canelones
En junio de 2011, se llevó a cabo la 4.ª Fiesta Nacional de la Semilla Criolla y la Agricultura Familiar, coorganizada por la Red Nacional de Productores de Semillas Nativas y Criollas, la Comisión Nacional de Fomento Rural y el Centro Agustín Ferreiro. Se realizaron paneles, grupos de debate, espectáculos artísticos con el propósito de generar encuentros, vínculos y reivindicaciones en pos de la sostenibilidad de la familia en el campo.
El 9 de diciembre de 2009, se celebró el cincuentenario de la instalación del Instituto Normal Rural en la sede del CAF, con la presencia de autoridades nacionales del CERP, UDELAR, MGAP y DER y estudiantes de la Licenciatura de Ciencias de la Educación. Fue una oportunidad para la reflexión, el diálogo y la construcción del rol de la escuela rural en la actualidad.
En julio de 2007, la Dirección General de Desarrollo Productivo de la Intendencia de Canelones (IMC) organizó el Taller de  Desarrollo Territorial Sustentable  con el propósito de generar nuevos respaldos políticos y sociales para avanzar en el diseño e implementación del Plan  y que los participantes - autoridades  de Montes, Migues, San Jacinto, Tala - comprendieran los conceptos y la metodología de desarrollo rural sustentable con enfoque territorial.